# Saint-André-lez-Lille

Saint-André-lez-Lille este o comună în departamentul Nord, Franța. În 1 ianuarie 2022 avea o populație de 12.909 de locuitori.